# Eremioscelio kaszabi
Eremioscelio kaszabi är en stekelart som beskrevs av G. Mineo 1979. Eremioscelio kaszabi ingår i släktet Eremioscelio och familjen Scelionidae. Inga underarter finns listade i Catalogue of Life.